# Мазур, Иван Прохорович
Иван Прохорович Мазур (8 ноября 1924, Винницкая область — 12 апреля 2009) — старший буровой мастер Ахтырского управления буровых работ объединения «Укрнефть», Герой Социалистического Труда.

## Биография
Родился 8 ноября 1924 года в селе Микулинцы Литинского района Винницкой области. Украинец. Окончил 7 классов в селе Борков.
В 1944 году приехал в Сумскую область, где работал на нефтяных выработках Ахтырского района. Сначала был простым рабочим, через два года стал бурильщиком 7-го разряда. В 1948 году принимал участие в бурении первой скважины недалеко от Полтавы.
В 1949 году был отправлен на работу в геологическую экспедицию в Западную Сибирь. Работал буровым мастером в Кемеровской области. Был награждён орденом Трудового Красного Знамени и медалью «За трудовую доблесть».
Осенью 1961 года вернулся на Украину. С октября 1961 года — буровой мастер, в 1966—1968 годах — начальник Качановского, затем Рыбальского буровых участков Ахтырской конторы бурения треста «Полтавбурнефтегаз». В начале 1970-х годов — старший буровой мастер Ахтырского управления буровых работ объединения «Укрнефть».
Участник социалистических соревнований. Благодаря его инициативе проводились соревнования по продлению срока службы инструмента не только в его бригаде, но и в 9 других бригадах управления. Чтобы дойти до проектной отметки нужно было сменить 189 долот, И. П. Мазур обходился 133. Каждое долото стоило около 100 рублей. Было сэкономлено порядка 20000 рублей.
Указом Президиума Верховного Совета СССР от 30 марта 1971 года за выдающиеся заслуги в выполнении заданий пятилетнего плана, достижения высоких технико-экономических показателей, Мазуру Ивану Прохоровичу присвоено звание Героя Социалистического Труда с вручением ордена Ленина и золотой медали «Серп и Молот».
В 1970-е годы — мастер, инженер по сложным работам буровой бригады Ахтырского управления буровых работ объединения «Укрнефть». С 1980 года — на пенсии. Всего отдал нефтяной промышленности больше 35 лет своей жизни.
Жил в городе Ахтырка Сумской области. Умер 12 апреля 2009 года. Похоронен на Юрьевском кладбище в Ахтырке.
Награждён 2 орденами Ленина, орденом Трудового Красного Знамени, медалями, в том числе медалью «За трудовую доблесть».